# Финч, Калеб
Калеб Финч (англ. Caleb Finch; род. 4 июля 1939) — американский учёный-геронтолог, эндокринолог и клеточный биолог.

## Биография
Окончил Йельский университет (1961), в 1969 году защитил докторскую диссертацию в Рокфеллеровском университете. С 1972 года преподаёт в Университете Южной Калифорнии, с 1978 года профессор.

## Научная деятельность
Изучает старение, его клеточные и биохимические механизмы, борьбу с ним и возможность достижения бессмертия человека, а также болезнь Альцгеймера. В 1990 году ввёл термин пренебрежимое старение (англ. negligible senescence), ставший вскоре ключевым в современных исследованиях возможностей для продления жизни.
Является полным профессором геронтологии и автором множества публикаций. Имеет ряд геронтологических наград, полученных в 1985—1999 годах Так, в 1996 году первым получил научную Премию долголетия.
Принимает участие в деятельности фонда «Излечим Альцгеймера».

## Некоторые работы
Pan F, Chiu CH, Pulapura S, Mehan MR, Nunez-Iglesias J, Zhang K, Kamath K, Waterman MS, Finch CE, Zhou XJ. (2007) Gene Aging Nexus: a web database and data mining platform for microarray data on aging. Nucleic Acids Res. 35(Database issue):D756-9. 
Morgan TE, Wong AM, Finch CE. (2007) Anti-inflammatory mechanisms of dietary restriction in slowing aging processes. Interdiscip Top Gerontol. 35:83-97. -PubMed 
Mazumder B,  Almond D, Park K, Crimmins EM, Finch CE (2010) Lingering prenatal effects of the 1918 Influenza Pandemic on cardiovascular disease. J Devel Origins Health Dis 1:26-34.
Finch CE (2010) Evolution of the human lifespan and diseases of aging: roles of infection, nutrition, and nutrition. PNAS, 107 (suppl. 1) 1718-1724.
Finch CE, Morgan TE, Longo VD, de Magalhaes JP (2010) Cell resilience in species lifespans: a link to inflammation? Aging Cell 9: 519-526.
Rae MJ, Butler RN, Campisi J, de Grey ADNJ, Finch CE, Gough M, Martin GM, Vijg J, Logan BJ. The demographic and biomedical case for late-life interventions in aging.
ScienceTranslational Medicine 2(40): 1-6;  2(40):40cm21
Finch CE (2010) Inflammation in aging processes: an integrative and ecological perspective. In, Handbook of the Biology of Aging, 7th ed., E Masoro & S Austad, eds, Academic Press: San Diego), in press.
Finch CE (2010) Evolving views of ageing and longevity from Homer to Hippocrates: emergence of natural factors, persistence of the supernatural. Greece & Rome, in press.